# Dromius angustus
Dromius angustus é uma espécie de insetos coleópteros pertencente à família Carabidae.
A autoridade científica da espécie é Brullé, tendo sido descrita no ano de 1834.
Trata-se de uma espécie presente no território português.